# Cannaboides
Cannaboides är ett släkte i familjen flockblommiga växter. Det beskrevs av Ben-Erik van Wyk 1999.
Släktet omfattar två arter som båda förekommer på Madagaskar:
- Cannaboides andohahelensis (Humbert) B.-E.van Wyk
- Cannaboides betsileensis (Humbert) B.-E.van Wyk